# Lucaina marginata
Lucaina marginata är en skalbaggsart som beskrevs av Henry Stephen Gorham 1883. Lucaina marginata ingår i släktet Lucaina och familjen rödvingebaggar. Inga underarter finns listade i Catalogue of Life.